# Лауреат (фильм)
«Лауреат» (англ. Laureate) — биографическая романтическая драма, режиссера и сценариста Уильяма Нуньеса. В главных ролях Том Хьюз, Лора Хэддок и Дианна Агрон. Фильм рассказывает о жизни британского поэта и писателя Роберта Грейвса.

## Сюжет
Действие фильма разворачивается на фоне бурных 20-х годов, в Великобритании, и рассказывает историю молодого британского поэта Роберта Грейвса, который женат и имеет четверых детей, но, однажды встречает американскую писательницу Лору Райдинг и влюбляется в неё. Вопреки консервативным взглядам британского общества, Райдинг переезжает к Грейвсу и его жене.

## В ролях
- Том Хьюз — Роберт Грейвс
- Лора Хэддок — Нэнси Николсон
- Дианна Агрон — Лора Райдинг
- Джулиан Гловер — Альфред Грейвс[1]
- Патрисия Ходж — Эми Грейвс
- Индика Уотсон — Кэтрин Николсон[2]
- Кристиен Энхолт — Томас Элиотт[3]

## Производство и релиз
Хейли Этвелл и Доминик Купер должны были сыграть главные роли, но выбыли из-за конфликта в расписании.
Премьера фильма состоялась на Международном кинофестивале в Пальма-де-Мальорка.